# فرناندا ريبيرو
فرناندا ريبيرو (بالبرتغالية: Fernanda Ribeiro) (و. 1969  م) هي عداءة مراثونية، وعداءة المسافات الطويلة برتغالية، ولدت في بينفايل، شاركت في الألعاب الأولمبية الصيفية 2004، والألعاب الأولمبية الصيفية 1992، والألعاب الأولمبية الصيفية 1996، والألعاب الأولمبية الصيفية 2000، والألعاب الأولمبية الصيفية 1988. أبرز إنجازاتها هو تحقيقها الميدالية الذهبية في دورة الألعاب الأولمبية الصيفية 1996 في أتالانتا في سباق 10000 متر، كما فازت بالميدالية البرونزية في دورة 2000 في سيدني بنفس السباق، وفي بطولة العالم لألعاب القوى 1995 في غوتنبيرغ حققت الميدالية الذهبية بنفس السباق وفازت بالميدالية الفضية في سباق 5000 متر، وفي بطولة العالم لألعاب القوى 1997 في أثينا حققت الميدالية الفضية في سباق 10000 متر وحققت الميدالية البرونزية في سباق 5000 متر. على صعيد بطولات أوروبا حققت الميدالية الذهبية في سباق 10000 متر في بطولة أوروبا لألعاب القوى 1994 في هلسنكي وحققت الميدالية الفضية في بطولة 1998 في بودابست بنفس السباق، أفضل رقم سجلته في سباق 10000 متر هو 30:22.88 دقيقة في الألعاب الأولمبية في سيدني في سنة 2000 وكانت قد حطمت الرقم الأولمبي في سباق 10000 متر في الألعاب الأولمبية في أتالانتا في سنة 1996 بزمن 31:01.63 دقيقة. أما في سباق 5000 متر فأفضل رقم لها هو 14:36.45 دقيقة سجلته في هيشتل في سويسرا في سنة 1995.

## روابط خارجية
- فرناندا ريبيرو على موقع الاتحاد الدولي لألعاب القوى (الإنجليزية)
- فرناندا ريبيرو على موقع الاتحاد الأوروبي لألعاب القوى (الإنجليزية)
- فرناندا ريبيرو على موقع رابطة إحصائيات سباق الطريق (الإنجليزية)
- فرناندا ريبيرو على موقع اللجنة الأولمبية الدولية (الإنجليزية)
- فرناندا ريبيرو على موقع أوليمبيديا (الإنجليزية)